# ギンザのサヱグサ
ギンザのサヱグサは日本の子どもブランドの1つ。製造販売を行う株式会社ギンザのサヱグサ（東京都中央区）についても併せて解説する。

## 歴史
1869年、輸入食品や雑貨を扱う「唐物屋 伊勢與」を三枝與三郎が起業する。築地居留地の外国人を主な顧客としたものだった。
1875年には銀座三丁目に移転し、輸入販売と並行して小売りを始める。この小売り業は與三郎の妻・かねが主導して行ったもので、與三郎と婿養子の代三郎はむしろ反対をしていた。
2代目代三郎の時代になると伊勢與の事業はさらに発展し、1894年には仁川とホノルルに支店を開業している。日本で初めて「バーゲン」という語を用いて大売出しを行ったのも2代目代三郎の時代（大正3年）である。
1923年の関東大震災で伊勢與本店も例外ではなく焼失することになるが、これを契機に「銀座のサヱグサ」となる。店舗再建にあたっては設計を志賀直三（志賀直哉の弟）と志村太七が行って、チューダー様式の三角屋根の外観になっている。読売新聞の1925年9月13日号には写真付きで建物が紹介されている。
サヱグサの主力商品であるはウールジャージーの生地に刺繍をあしらった子供服の売上も向上してゆく。
1945年の東京大空襲で銀座本店は全焼するが、翌1946年には再興する。